# 巴特勒鎮區 (內布拉斯加州普拉特縣)
巴特勒鎮區（英語：Butler Township）是位於美國內布拉斯加州普拉特縣的一個行政鎮區。

## 地方資料
巴特勒鎮區的面積為87.11平方千米，當中陸地面積為78.28平方千米，而水域面積為8.82平方千米。根據2020年美國人口普查的數據，當地共有人口614人，而人口密度為每平方千米7.05人。